# Huey Tlatoani
Huēyi tlahtoāni (do náuatle huēyi [we.ji] ou [we.i], 'grande, longo, alto', tlahtoāni [t͡ɬaʔtoˈaːni] 'aquele que fala'; o plural é huēyi tlahtoqueh) é uma expressão usada para designar os governantes do México-Tenochtitlán, Texcoco e Tlacopan que exerciam poder sobre o vale do México. Huēyi Tlahtoāni significa 'grande governante, grande orador', e era a mais alta autoridade do império; depois destes, se encontravam os Tlatoani, chefes militares, civis e religiosos das cidades que estavam subordinados precisamente aos Huēyi Tlahtoāni.
Em geral, esta autoridade era responsável daquelas questões externas ao império, enquanto o trabalho interno, era feito por um conselheiro, chamado Cihuacoatl.